# Quelques jours avec moi
Pour plus de détails, voir Fiche technique et Distribution.
Quelques jours avec moi est un film français réalisé par Claude Sautet, sorti en 1988.

## Synopsis
Un fils de bonne famille, Martial, mal dans sa peau, dépressif, héritier d'une chaîne de supermarchés, profite de raisons professionnelles pour prendre un peu de recul. Il se pose à Limoges pour contrôler les comptes de la filiale locale, semant le trouble dans la vie des bourgeois locaux, dont les gérants du supermarché de la ville, Monsieur Fonfrin et sa femme, comme dans le cœur d'une provinciale, Francine, domestique chez les Fonfrin et à qui Martial propose de rester quelques jours avec lui, en échange de quoi elle pourra se voir offrir tout ce qu'elle veut.
Au cours du film, les personnages se révèlent, puis changent ; ainsi, Monsieur Fonfrin, d'abord un bourgeois aspirant à son enrichissement personnel, sera à la fin un des personnages les plus attachants.

## Fiche technique
- Titre : Quelques jours avec moi
- Réalisation : Claude Sautet
- Scénario :  Jacques Fieschi, Claude Sautet, Jérôme Tonnerre, inspiré très librement par le roman éponyme de Jean-François Josselin
- Production Philippe Carcassonne, Alain Sarde
- Société de production : Production Cinéa, Films A2, Sara Films
- Musique : Philippe Sarde
- Photographie : Jean-François Robin
- Genre : comédie dramatique
- Durée : 131 minutes
- Date de sortie :
  - France : 24 août 1988

## Distribution
| - Daniel Auteuil : Martial - Sandrine Bonnaire : Francine - Jean-Pierre Marielle : Raoul Fonfrin, le directeur du supermarché de Limoges - Dominique Lavanant : Irène Fonfrin, la femme de Raoul - Danielle Darrieux : Suzanne Pasquier, la mère de Martial - Vincent Lindon : Fernand, le petit ami de Francine - Thérèse Liotard : Régine, la sœur d'Irène - Gérard Ismaël : Rocky - Philippe Laudenbach : M. Maillotte, le directeur de cabinet du préfet - Tanya Lopert : Mme Maillotte - Jean Amos - Raymond Aquilon - Maurice Auzel | - Serge Berry - Dominique Blanc : Georgette, la sœur de Francine - Carol Brenner - Jean-Pierre Castaldi : Max, l'homme de Georgette - François Chaumette : Georges Bassompierre - Alain Doutey : le commissaire - Carlo Nell - Fabienne Périneau - Jean-Louis Richard : le docteur Apert - Élisa Servier : Lucie, la femme de Martial - Xavier Saint-Macary : Paul, l'amant de Lucie - Maurice Travail : Monsieur Travail |

## Autour du film
- Claude Sautet s'est fait connaître du grand public grâce au film Les Choses de la vie (1969), inaugurant un cycle sur la crise de la quarantaine. Comme son film précédent, Garçon ! (1983), a été un échec commercial, il mue avec Quelques jours avec moi ; en effet, il change de scénaristes, choisissant Jacques Fieschi et Jérôme Tonnerre au lieu de Jean-Loup Dabadie, de génération d'acteurs et surtout il entame une nouvelle thématique qu'il poursuivra dans ses films suivants (Un cœur en hiver et Nelly et M. Arnaud).
- Ce film est une satire de la bourgeoisie aussi bien parisienne (Danielle Darrieux, François Chaumette) que provinciale (Jean-Pierre Marielle, Dominique Lavanant). Mais c'est aussi un film sentimental sur deux personnes que tout oppose (Martial le nanti et Francine la prolétaire), sur l'impossibilité à communiquer ses sentiments et une ode à l'amitié (les scènes de festivités dans les bistrots, thème récurrent chez le réalisateur). Sautet brosse aussi le portrait d'une jeunesse des années 80 en phase de marginalisation (incarnée par le trio Sandrine Bonnaire, Vincent Lindon et Dominique Blanc).
- Claude Sautet recrute dans la nouvelle génération d'acteurs de l'époque et qui confirmera son talent par la suite : Sandrine Bonnaire (connue seulement depuis 5 ans avec le film À nos amours), Vincent Lindon, Dominique Blanc et surtout Daniel Auteuil qui joue le personnage principal du film (Michel Blanc avait été envisagé pour le rôle, mais ce dernier a décliné[1]). C'est un choix audacieux de la part du réalisateur car Daniel Auteuil était alors connu surtout pour ses rôles comiques (notamment la série des sous-doués) : grâce à ce film il démontre sa capacité à incarner un rôle dramatique, changement de registre qu'il avait déjà entamé avec le diptyque Jean de Florette / Manon des sources tourné précédemment. Cette collaboration entre Auteuil et Sautet continuera avec le film suivant du réalisateur Un cœur en hiver (avec Emmanuelle Béart), où Auteuil joue de nouveau un personnage taciturne.

## Nominations
Sauf indication contraire, les informations mentionnées dans cette section peuvent être confirmées par la base de données cinématographiques IMDb,  présente dans la section « Liens externes ».
- Césars 1989 :
  - Daniel Auteuil : meilleur rôle masculin
  - Jean-Pierre Marielle : meilleur second rôle masculin
  - Dominique Lavanant : meilleur second rôle féminin